# Zimmerius
Zimmerius är ett fågelsläkte i familjen tyranner inom ordningen tättingar. Arterna i släktet förekommer i Latinamerika från södra Mexiko till Amazonområdet och Bolivia:
- Rödnäbbad dvärgtyrann (Z. cinereicapilla)
- Mishanadvärgtyrann (Z. villarejoi)
- Campinadvärgtyrann (Z. chicomendesi)
- Guyanadvärgtyrann (Z. acer)
- Guatemaladvärgtyrann (Z. vilissimus)
- Misteldvärgtyrann (Z. parvus)
- Chocódvärgtyrann (Z. albigularis)
- Perijádvärgtyrann (Z. improbus)
- Gulmaskad dvärgtyrann (Z. chrysops)
- Perudvärgtyrann (Z. viridiflavus)
- Boliviadvärgtyrann (Z. bolivianus)
- Venezueladvärgtyrann (Z. petersi)
- Smalfotad dvärgtyrann (Z. gracilipes)